# Zhongyuan
Zhongyuan of Centrale Vlakte verwijst naar het gebied dat bestaat uit de benedenloop/laagvlakte van de Huang He/Gele Rivier. Volgens historische bronnen is dat het gebied waar de eerste Han-Chinezen woonden en wordt het gezien als de wieg van de Chinese beschaving.
De Han-Chinezen in oude China noemden hun land niet Zhongyuan, maar Zhongguo of Zhongzhou, wat Middenrijk betekent, het land plaatsend in het midden van de wereld. China bestond aanvankelijk grotendeels uit delen van de provincies Shaanxi, Shanxi, Hebei en Shandong en uit kleinere delen van Henan. Later breidde het gebied waar Han-Chinezen woonden zich steeds verder uit.
Na de val van de Song-dynastie trokken miljoenen Han-Chinezen uit Zhongyuan weg om voor de Mongolen te vluchten. Ze werden Hakkanezen genoemd en vluchtten naar het zuiden van China. De Hakkanezen gingen steeds verder in zuidelijke richting en nu wonen de meeste van hen in Zuid-Fujian, Zuid-Henan, Zuid-Jiangxi, Guangdong. Ook zijn er velen later geïmmigreerd naar het buitenland, zoals Nederland en Groot-Brittannië.
Het Mandarijn dat men in de meeste delen van Zhongyuan spreekt wordt Zhongyuan-Mandarijn genoemd.